# Улица Доктора Короткова
Улица Доктора Коротко́ва — небольшой проезд в Выборгском районе Санкт-Петербурга. Проходит от Боткинской улицы (между домами 15 и 23) в сторону улицы Комиссара Смирнова.

## История
Новая улица относится к территории Военно-медицинской академии, в которой в 1902—1905 годах работал хирург Н. С. Коротков, первооткрыватель звукового метода определения артериального давления. Это обстоятельство дало основание топонимической комиссии Санкт-Петербурга назвать безымянный проезд в честь врача. Решение было утверждено 14 августа 2007 года.
В книге «Городские имена сегодня и вчера» указаны прежние названия проезда: Средний проспект (1822—1868 годы), Мёртвая аллея (начало XX века — 27 февраля 1941 года), Лиственная аллея (27 февраля 1941 года — 16 января 1964 года). На плане 1849 года примерно по оси этой дороги проходит магистраль, идущая ориентировочно от нынешней Клинической улицы до нынешней улицы Комиссара Смирнова и обозначенная, как Средний проспект. Однако в издании «Весь Петербург» за 1913 год, на плане издательства Суворина — приложению к изданию «Весь Петербург» за 1916 год, на карте «Части Петербурга» за 1913 год название проезда уже не обозначено. Нет его и на картах и планах советского времени, предоставленных в собрании сайта «Окрестности Петербурга». В советские годы единственное здание, выходящие фасадом на эту дорогу (так называемая «Красная казарма», в 1970-е годы переделанное под общежитие Военно-медицинской академии) имело нумерацию по Боткинской улице.